# Calvitimela uniseptata
Calvitimela uniseptata је врста лишаја из породице Lecanoraceae. Представљена је као нова за науку 2011. године.